# Alexandre-Louis Leloir
Alexandre-Louis Leloir (Parigi, 14 marzo 1843 – Parigi, 28 gennaio 1884) è stato un pittore francese specializzato in dipinti di genere e storici. Nacque in una famiglia con un ricco retaggio artistico, figlio del pittore Auguste Leloir e dell'illustratrice di moda Héloïse Colin e nipote del pittore Alexandre Colin. Suo fratello minore era il pittore e illustratore Maurice Leloir.

## Biografia
Alexandre-Louis Leloir (noto anche come Louis Leloir) nacque a Parigi, in Francia. Era il figlio di Auguste Leloir e Héloïse Suzanne Colin, entrambi pittori famosi.
Leloir ricevette la sua prima educazione artistica dai suoi genitori e dal nonno materno, Alexandre Colin, che era stato allievo di Girodet. Nel 1860 Leloir entrò nell'École des Beaux-Arts e fece diversi tentativi per vincere il prestigioso Prix de Rome. Nel 1861 vinse un secondo Gran Prix con La morte di Priamo (Guéret, Museo di arte e archeologia), poi di nuovo nel 1862 e 1863, e di nuovo nel 1864 vinse un Gran Premio con Omero sull'isola di Sciro (Colmar, Museo di Unterlinden). Ha ricevuto una medaglia all'Esposizione di Parigi nel 1878. Si è anche distinto nel concorso della Mezza figura dipinta nel 1864.
Specializzato in argomenti storici e scene di genere, partecipò al Salon già nel 1863, con una scena della Strage degli innocenti (Niort, Musée Bernard-d'Agesci). La sua opera Lotta di Giacobbe con l'Angelo (Museo d'arte Roger Quilliot a Clermont-Ferrand) presentata al Salon del 1865 è un esempio del suo virtuosismo. Dal 1868 dirige la sua pittura verso le scene di genere, traendo ispirazione dalla vita medievale di tutti i giorni, dagli interni del Grand Siècle, alla maniera olandese, e dalle scene orientaliste. Ha illustrato alcune edizioni pubblicate da Damase Jouaust e anche libri di Molière e altri autori illustri. Ha partecipato alla fondazione della Società degli acquarellisti francesi. Fu nominato Cavaliere della Legione d'Onore nel 1876.

## Opere scelte
- La Mort de Priam, (Morte di Priamo) 1861, Guéret, Musée d'art et d'archéologie
- Véturie aux Pieds de Coriolan, (Il viaggio di Coriolano a piedi), 1862, luogo sconosciuto
- Joseph Reconnu par ses Frères, (Giuseppe riconosciuto dai suoi fratelli) 1863, Collezione Privata
- Le Massacre des Innocents, (La strage degli innocenti), 1863, Niort, Musée Bernard d'Agesci
- Demi Figure Peinte, (Mezza figura dipinta), 1864, Parigi, École Nationale Supérieure des Beaux-Arts
- Homère dans l'île de Scyros, (Omero sull'isola di Sciro), 1864, Colmar, Musée d'Unterlinden
- Daniel dans la Fosse aux Lions, (Daniele nella fossa dei leoni),  1864, luogo sconosciuto, prima a Douai, Musée de la Chartreuse
- Lutte de Jacob et l'Ange, (Lotta di Giacobbe con l'angelo), 1865, Clermont-Ferrand, Musée d'Art Roger-Quilliot
- Baptême des Sauvages aux îles Canaries, (Battesimo dei nativi nelle Isole Canarie), 1868, Angers, musée des Beaux-Arts
- Le Guet-apens, (L'imboscata), 1869, Parigi, musée du Petit-Palais
- Tentation, (Tentazione), 1869, Collezione Privata
- Le Choix du Dîner, (La scelta della cena), 1872, New-York, Metropolitan Museum of Art
- Interlude Musical, (Interludio musicale), luogo sconosciuto, 1874
- A Chariot of Swallow, data sconosciuta

### Galleria d'immagini

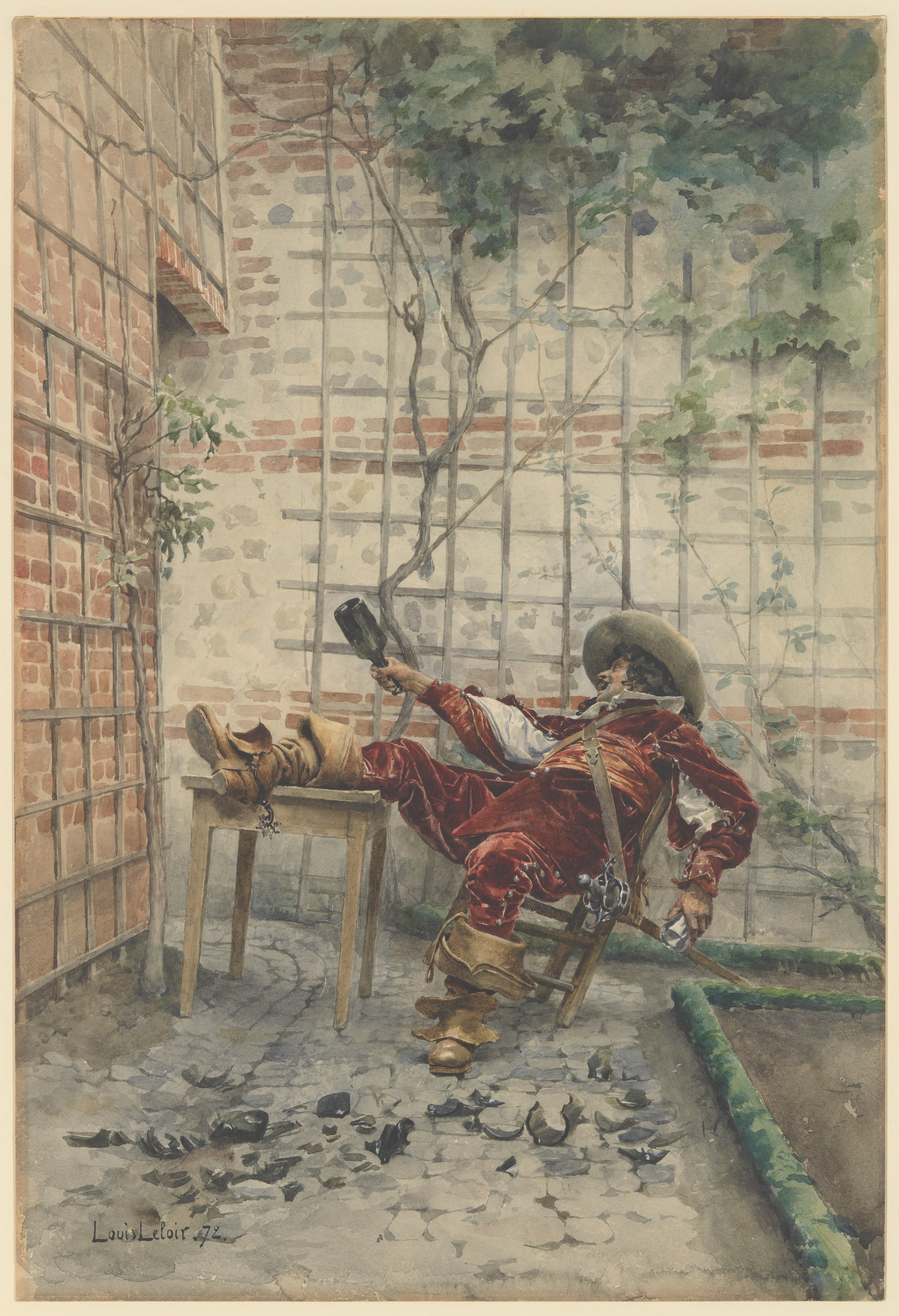
Nelle sue coppe, 1872
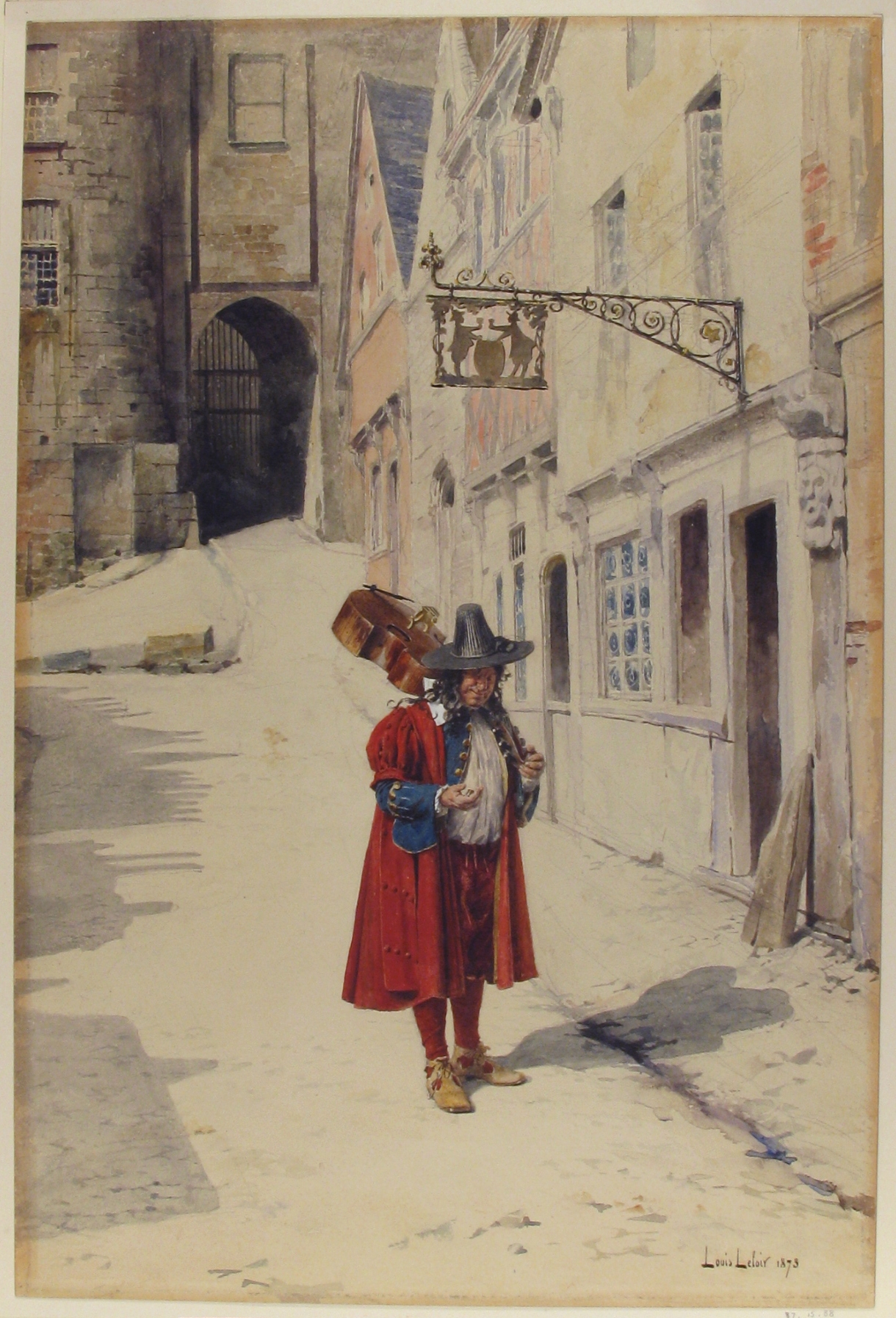
Menestrello errante; Norimberga vecchia data sconosciuta
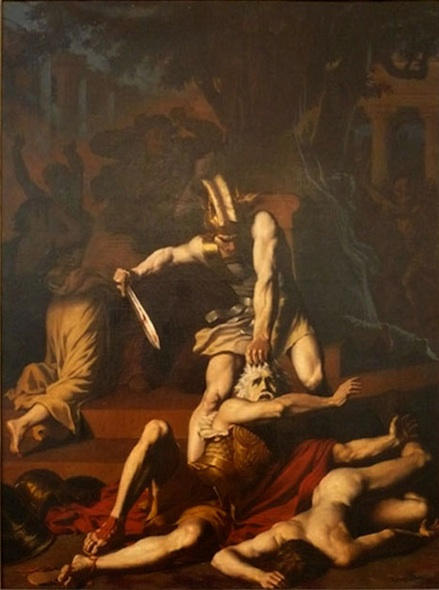
La morte di Priamo, 1861
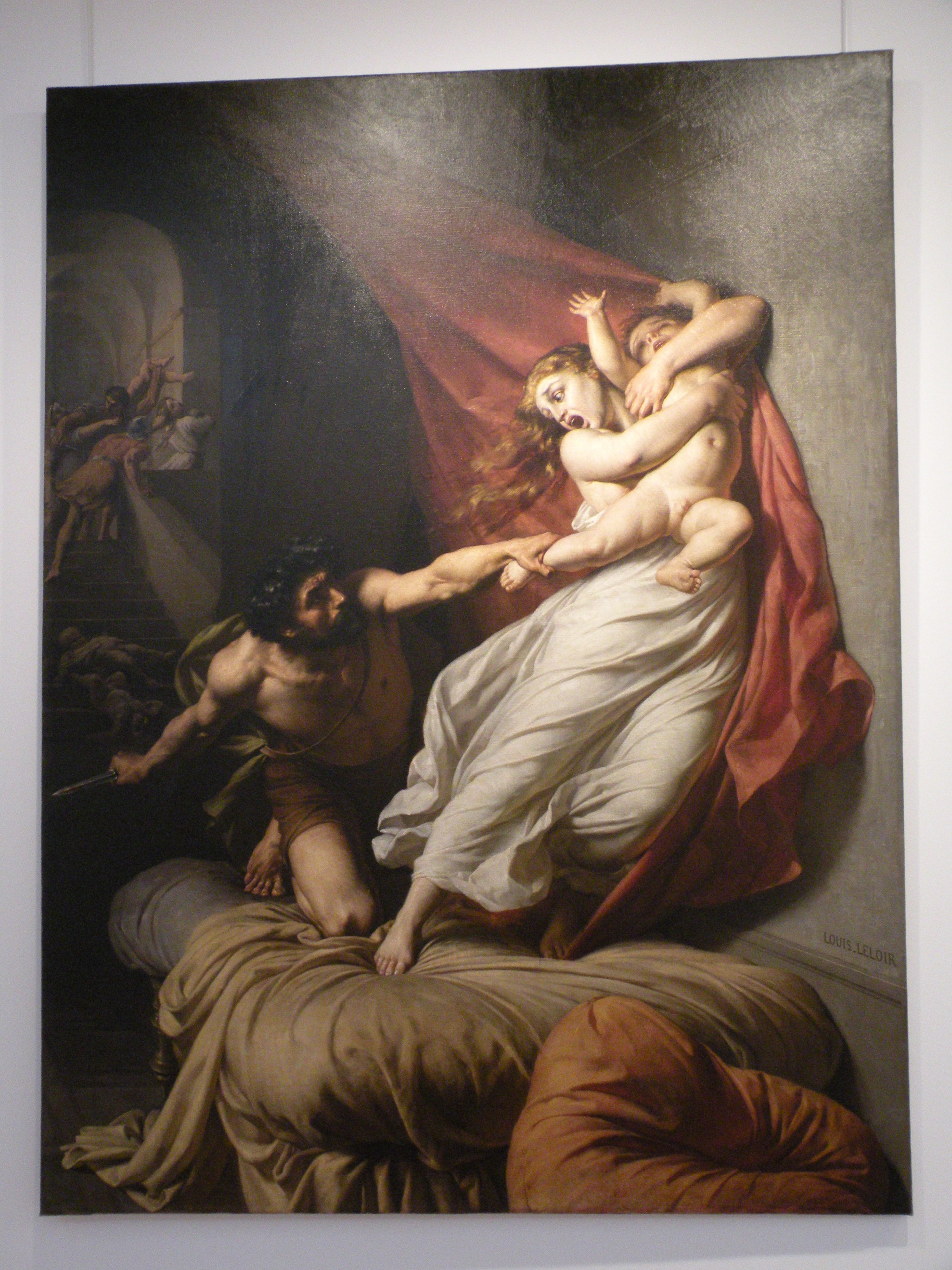
La strage degli innocenti, 1863
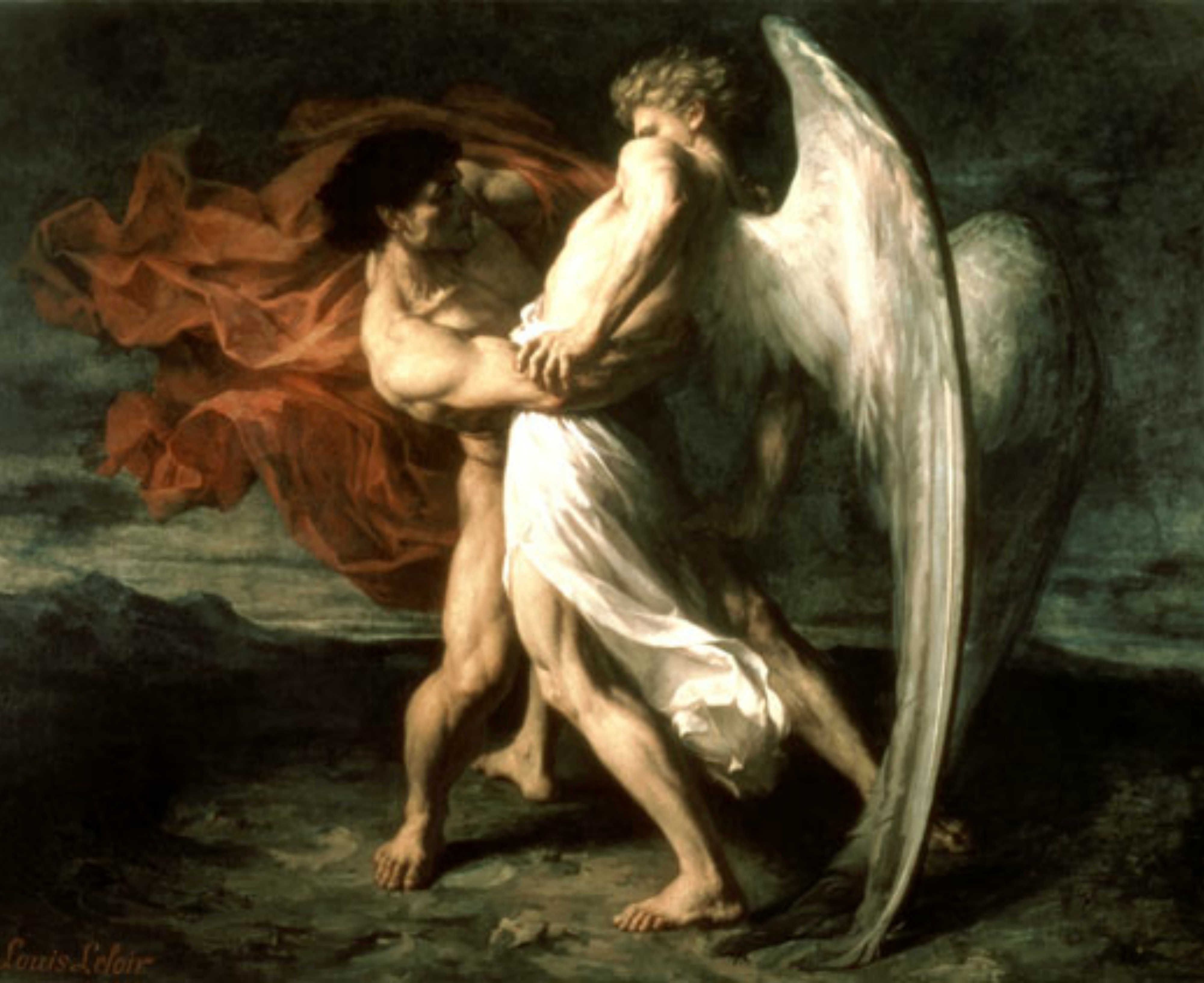
Lotta di Giacobbe con l'angelo, 1865
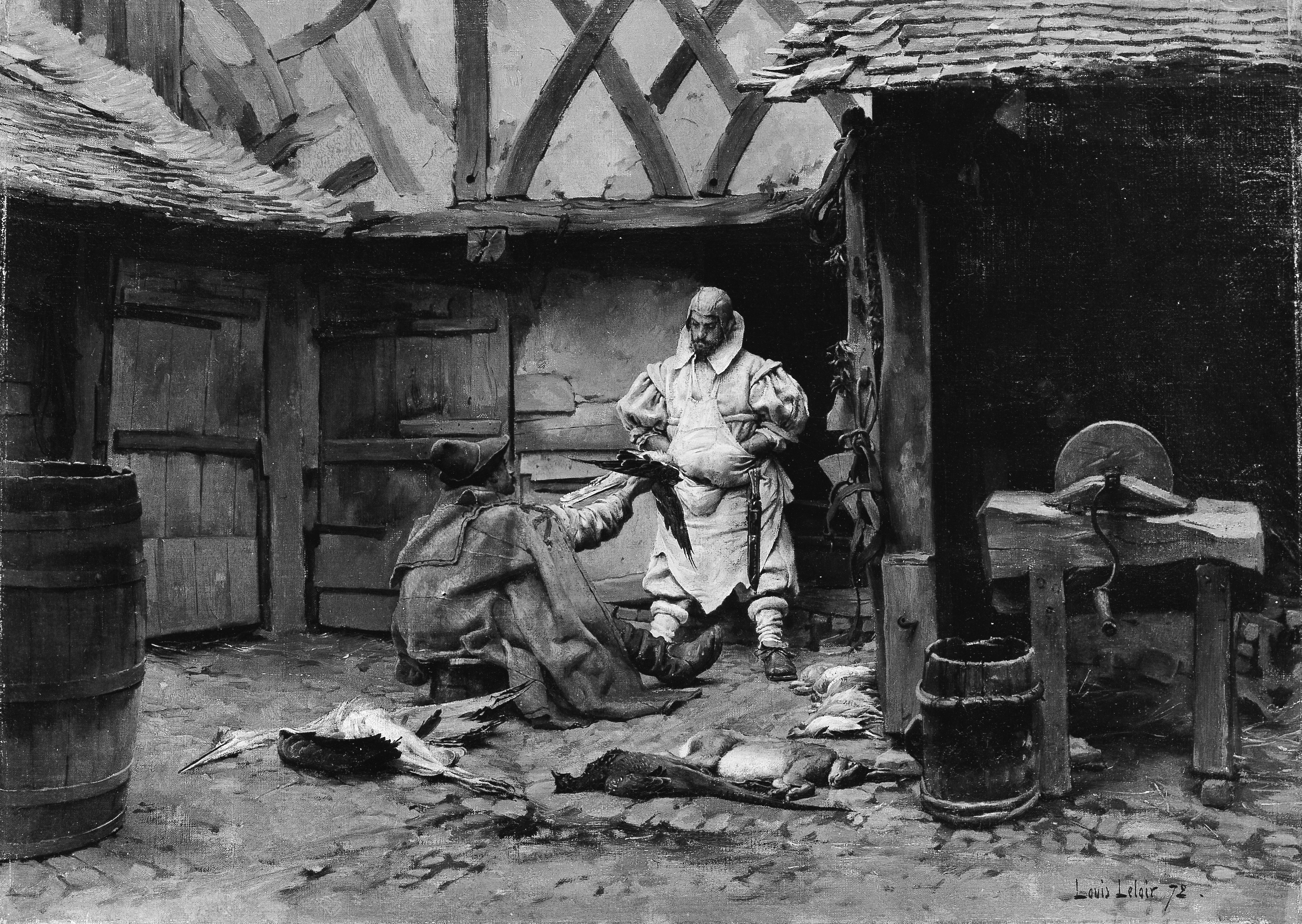
La scelta della cena, 1872
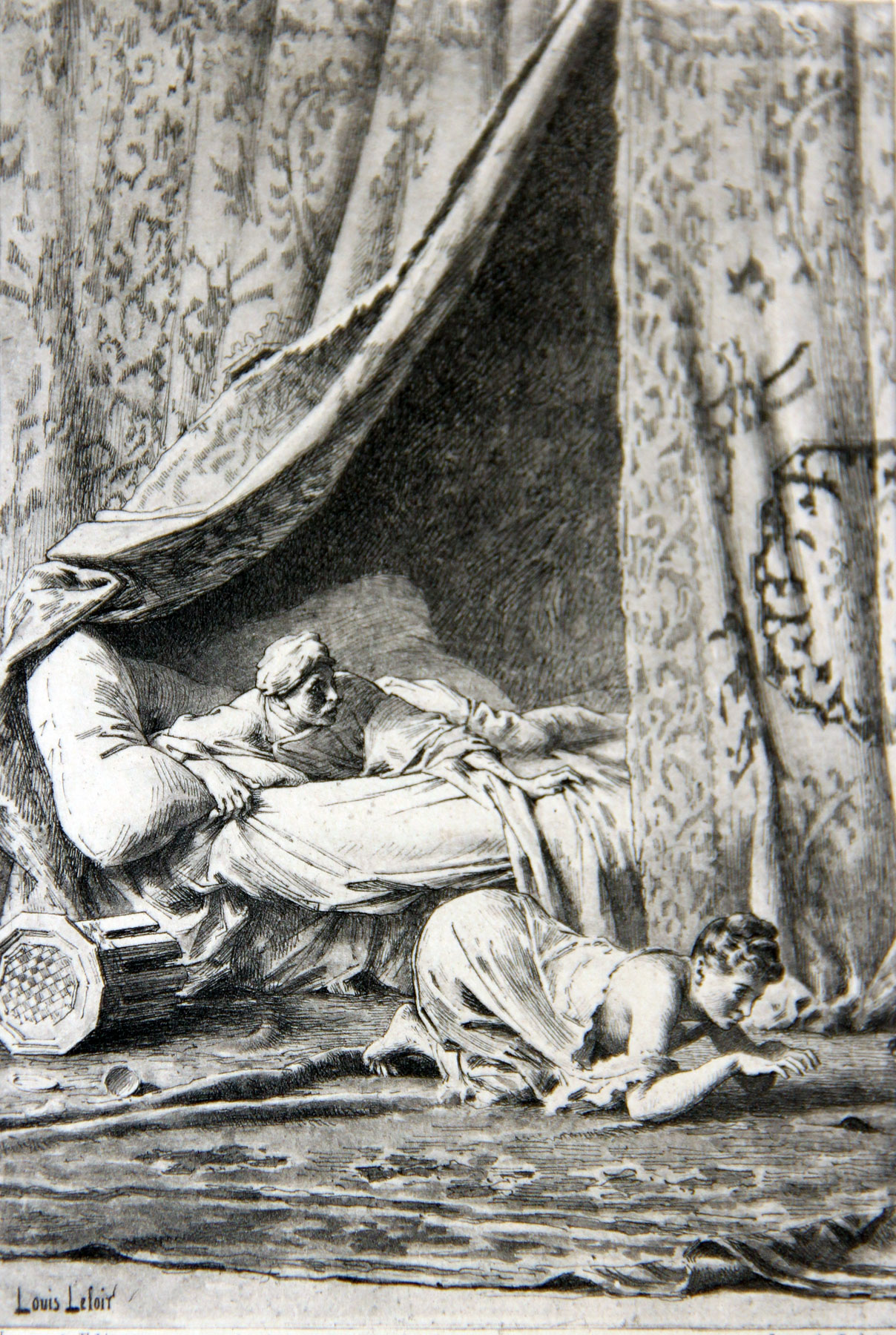
La chatte metamorphosee, (The Cat's Metamorphosis), Illustration, 1873
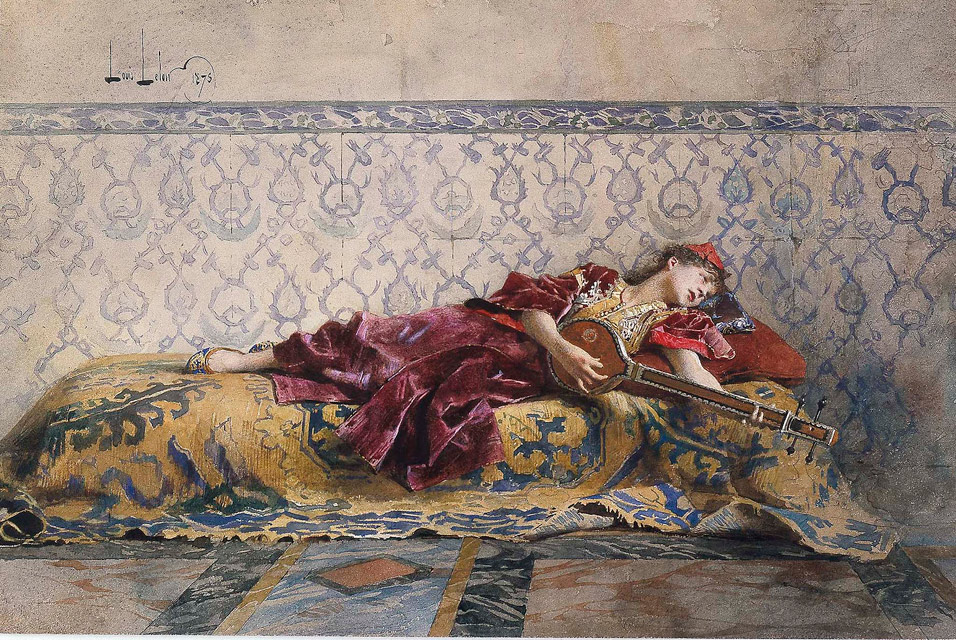
Ragazza marocchina che suona uno strumento a corda, 1875
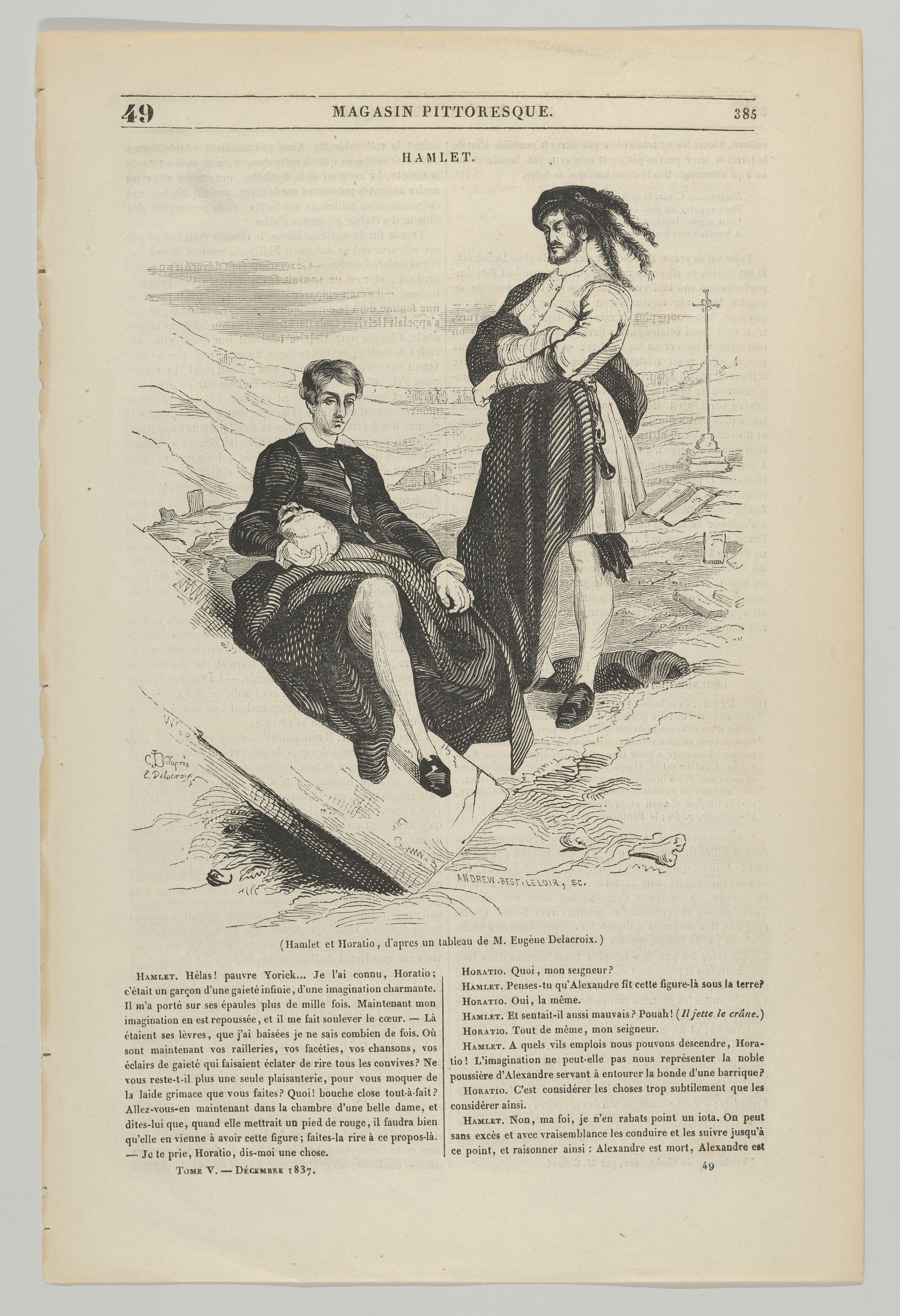
Incisione xilografica, Illustrazione su un dipinto di Delacroix di Amleto e Orazio